# Lucihormetica cerdai
Lucihormetica cerdai är en kackerlacksart som först beskrevs av Ramirez-Pérez 1992.  Lucihormetica cerdai ingår i släktet Lucihormetica och familjen jättekackerlackor.
Artens utbredningsområde är Venezuela. Inga underarter finns listade i Catalogue of Life.